# Alomorf
În lingvistică, termenul alomorf denumește o variantă a unui morfem, acesta fiind un element abstract, teoretic, valabil în domeniul limbii văzută ca abstracțiune în lingvistica structuralistă. Termenul este format de fapt de la termenul „morf”, denumirea elementului concret ce realizează morfemul în vorbire, corespunzătoarea concretă a limbii. Termenii „alomorf”, „morf” și „morfem” au fost creați prin analogie cu termenii „alofon”, „fon” (sunet), respectiv „fonem” folosiți în fonologie.
Poate avea alomorfe orice tip de morfem: unul lexical, adică un cuvânt de sine stătător ce constituie în același timp un radical, ori un afix lexical; un morfem lexico-gramatical, adică un radical ce nu poate fi cuvânt de sine stătător; un morfem gramatical, precum un afix gramatical.
Deseori, alomorfele rezultă în urma unor schimbări care au avut loc în cursul istoriei limbii. Astfel, un morfem care într-o anumită perioadă a istoriei era reprezentat de un singur morf, ajunge să fie realizat de mai mulți.
Alomorfele pot să nu aibă nicio condiționare sau să fie condiționate în general de două categorii de factori: fonetici și morfologici.

## Alomorfe fără condiționare
Unele alomorfe fără nicio condiționare sunt în variație liberă, adică poate fi ales oricare dintre, după voința vorbitorului, având același sens lexical sau gramatical. Exemple:
ro  Afixul de plural (morfem morfologic) al substantivului chibrit are două alomorfe de acest fel: chibrituri și chibrite.
fr  Verbul  s’asseoir „a se așeza” are în limba franceză standard două serii de forme la anumite timpuri: je m’assieds / je m’asseois „mă așez”, nous nous asseyons / nous nous assoyons „ne așezăm” etc..
BCMS Alomorfe morfologice în variație liberă are desinența de genitiv masculin singular a adjectivelor: novog / novoga „celui nou”.
hu  Cuvântul radical morfem lexical cu sensul „în sus” are alomorfele fel și föl.
Tot alomorfe necondiționate sunt formele flexionare neregulate, fără să fie în variație liberă, neputându-se folosi una în locul alteia. De exemplu, forma neregulată de plural en  mice „șoareci” (singular mouse) este un alomorf al morfemului de plural care are și alte alomorfe, de exemplu -s în cuvântul caps „șepci” (singular cap).

## Alomorfe condiționate
Folosirea alomorfelor fonetice și a majorității celor morfologice este determinată de contextul (vecinătatea) lor, adică nu există context în care poate apărea mai mult de un alomorf al unui morfem. Se spune că acestea sunt variante poziționale în distribuție complementară, și în general se poate prevedea în mod sistematic și regulat în ce contexte apar.

### Alomorfe fonetice
Aceste alomorfe sunt determinate de diverse fenomene fonetice, dintre care unele există numai în anumite limbi. Diferența dintre astfel de alomorfe poate fi marcată sau nu de scriere, ori, într-o anumită limbă, uneori marcată, alteori nu, în funcție de regulile ortografice ale limbii date.
De pildă asimilația (fenomen prin care un sunet preia unele caracteristici articulatorii sau totalitatea acestora de la un sunet diferit, aflat în vecinătatea primului sau în apropierea acestuia) creează alomorfe în diverse limbi:
ro Prepoziția în are, atunci când devine prefix, alomorfele în- înaintea unei vocale (ex. îneca) și îm- dacă urmează un radical care începe cu [b] sau [p] (ex. îmbuna), adică acestea transferă caracterul lor bilabial consoanei [n].
fr  Prefixul ab- are două alomorfe care nu se disting în scris, ab- [ab] (ex. abnégation „abnegație”) și [ap] (ex. absurde [apsyrd] „absurd(ă)”). În al doilea exemplu, consoana surdă inițială [s] a radicalului asimilează consoana sonoră a prefixului.
en  Desinența de plural are mai multe alomorfe, printre care [s] (consoană surdă) și [z], perechea sa sonoră, ambele scrise -s. Primul alomorf este precedat de o consoană surdă (ex. caps), al doilea de o consoană sonoră, care îl asimilează pe [s] (ex. logs [lɒɡz] „bușteni”).
BCMS În această limbă, asimilările sunt cel mai adesea marcate în scris. De exemplu în perechea težak „greu” – teška „grea”, consoana surdă a morfemului de feminin asimilează consoana sonoră a radicalului formei de masculin.
hu  În cursul formării unui cuvânt compus ca vasgolyó [ˈvɒʒɡojoː] „bilă de fier” (< vas [vɒʃ'] „fier” + golyó [ɡojoː] „bilă”), consoana sonoră inițială a celui de-al doilea component asimilează consoana finală surdă a primului, fără ca această asimilație să fie marcată în scris.
Maghiara, finlandeza și turca, de pildă, sunt limbi caracterizate prin armonie vocalică, adică un tip de asimilație care constă în tendința tuturor vocalelor unui cuvânt de a avea în comun o anumită trăsătură sau anumite trăsături. Aceasta creează alomorfe de sufixe ale căror vocale se armonizează cu vocalele din restul cuvântului. Exemple:
- În maghiară, desinența cazului dativ are alomorfele -nek (cu vocală anterioară) și -nak (cu vocală posterioară). Primul se poate adăuga unui cuvânt ca ember „om”, dând embernek „omului”, al doilea unui cuvânt ca anya „mamă”, rezultând anyának „mamei”[16].
- În finlandeză, un exemplu de aplicare a regulii armoniei vocalice este cu desinența care corespunde prepoziției „în” din română. Aceasta are alomorfele -ssä (cu vocală anterioară) și -ssa (cu vocală posterioară), prin urmare: metsä „pădure” → metsässä „în pădure”, talo „casă” → talossa „în casă”[17].
- În turcă, pluralul formându-se cu sufixul având alomorfele -ler și -lar, cel al următoarelor cuvinte este: ev „casă” → evler „case”, at „cal” → atlar „cai”[18].

Un exemplu de alomorf creat prin sincopă în cursul istoriei limbii este radicalul hu  term pe lângă terem „sală”, primul fiind prezent, printre altele, în forma de acuzativ singular termet, iar al doilea este cuvântul folosit independent și ca radical la unele cazuri, precum dativul (a teremnek „sălii”).
În unele limbi, care au ortografie preponderent etimologică, există și morfeme care cel mai adesea se realizează numai în scris, precum în franceză morfemul de plural -s al substantivelor și adjectivelor. Legat de acest fenomen este cazul morfemului articol hotărât plural les. Acesta are un alomorf [le] înaintea cuvintelor care încep cu consoană (les parents [leparɑ̃] „părinții”), și unul [lez] înaintea celor cu inițială vocalică: les enfants [lezɑ̃fɑ̃] „copiii”.

### Alomorfe morfologice
Dacă un alomorf nu este condiționat fonetic, atunci este vorba în general de unul morfologic. Astfel:
- În română, alomorfele sufixului de genitiv -ând și -ind sunt determinate de clasa de conjugare a verbului (cânta → cântând, dar citi → citind)[1].
- Se consideră alomorfe formele diferite ale unui radical în care se schimbă cel puțin o vocală prin flexiune numai internă, fără vreun afix[2]. Exemple:

en  sing „a cânta” ~ sang (trecut simplu) ~ sung (participiu trecut) ~ song „cântec”, foot „picior” ~ feet „picioare”;
fr  il/elle peut „(el/ea) poate” ~ il/elle put „(el/ea) putu”, il/elle sait „(el/ea) știe” ~ il/elle sut „(el/ea) știu”;
es  hace „face” ~ hice „făcui”;
ar  kitab „carte” ~ katib „scrib, scriitor”.
Există și alomorfe morfologice de radicali determinate de sufixul care li se adaugă, fără influență fonetică. Astfel, în franceză, morfemul radical al verbului cu sensul „a merge” are alomorfe în funcție de morfemele cu care se combină: all- în aller „a merge”, în nous allons „mergem” etc., v- în je vais „(eu) merg” și altele, i- în j’irai „voi merge” etc.

### Alomorfe stilistice
În literatura de specialitate se găsește condiția referitoare la alomorfe ca acestea să fie identice atât din punctul de vedere al sensului lexical, cât și din punct de vedere stilistic, altfel spus al varietăților de limbă. În franceză există morfeme radicali care au forme diferite, dar același sens lexical, una moștenită, iar cealaltă împrumutată din limba latină, ex. école „școală” și scol-, în adjectivul scolaire „școlar”. După Boukreeva 1996, acestea sunt alomorfe, pentru că sunt identice și stilistic. Însă de pildă étoile „stea” și stell- în stellaire „stelar” nu sunt alomorfe, căci étoile are un sens mai general și există adjectivul étoilé „înstelat” derivat de la el, pe când stellaire are o nuanță mai degrabă științifică, deci nu sunt identice.
Totuși, unii autori amintesc și de alomorfe stilistice. Astfel ar fi în franceză corespunzătoarele lui „(eu) pot”, je peux și je puis, primul în registrul de limbă curent, al doilea în registrul elevat și în unele dialecte. După Dubé 2009, acestea ar fi variante stilistice cu distribuție cvazicomplementară, alomorfe ale aceluiași morfem.